# (3137) Horky
(3137) Horky es un asteroide perteneciente al cinturón de asteroides, descubierto el 16 de septiembre de 1982 por Antonín Mrkos desde el Observatorio Kleť, České Budějovice, República Checa.

## Designación y nombre
Designado provisionalmente como 1982 SM1. Fue nombrado Horky en homenaje a la colina "Horky" de la República Checa desde donde descubrió el asteroide.